# Siergiej Chitrowo
Siergiej Nikołajewicz Chitrowo (ros. Сергей Николаевич Хитрово, ur. 11 kwietnia 1904 w Orle, zm. w maju 1945 w Tyrolu) – radziecki wojskowy (kapitan), propagandysta Rosyjskiej Armii Wyzwoleńczej, dowódca ochrony osobistej gen. Andrieja A. Własowa, a następnie szef oddziału administracyjno-gospodarczego Głównego Zarządu Organizacyjnego Komitetu Wyzwolenia Narodów Rosji podczas II wojny światowej.
W 1917 r. ukończył szkołę realną w Orle. Pod koniec października 1918 r. został zmobilizowany do wojska bolszewickiego. Służył w 33 Pułku Strzeleckim 4 Dywizji Strzeleckiej. Zajmował kolejno stanowiska: zastępcy dowódcy plutonu, dowódcy plutonu, a następnie młodszego oficera kompanii. Od października 1919 r. był dowódcą plutonu 1 Pułku Kozackiego 33 Dywizji Kubańskiej. W sierpniu 1920 r. wraz z pozostałymi żołnierzami pułku został internowany w Prusach Wschodnich. W kwietniu 1921 r. powrócił do Rosji, obejmując dowództwo plutonu Samodzielnego Pułku Kawalerii 11 Piotrogradzkiej Dywizji Strzeleckiej. We wrześniu 1923 r. ukończył 2 leningradzką szkołę kawaleryjską, po czym skierowano go do 5 Pułku Kawalerii 2 Turkiestańskiej Brygady Kawalerii. Został zastępcą dowódcy plutonu, a następnie dowódcą plutonu. Od października 1926 r. był dowódcą plutonu konnego przy sztabie 1 Turkiestańskiej Dywizji Strzeleckiej. Następnie dowodził batalionem, a potem pułkiem kawalerii. W sierpniu 1927 r. objął funkcję zastępcy szefa sztabu 61 Pułku Kawalerii 1 Samodzielnej Brygady Kawalerii. W styczniu 1933 r. został zastępcą szefa sektora zaopatrzenia materialnego sztabu Samodzielnego Korpusu Wojsk Kolejowych. W październiku 1934 r. mianowano go szefem zaopatrzenia sztabu korpusu. W 1936 r. awansował do stopnia intendenta 3 rangi. W tym samym roku odszedł do rezerwy. Podjął pracę w karaczarowskich zakładach mechanicznych. Po ataku wojsk niemieckich na ZSRR 22 czerwca 1941 r. został zmobilizowany. Od lipca 1942 r. w stopniu kapitana sprawował funkcję zastępcy szefa zaopatrzenia materiałowego 500 szpitala polowego. Pod koniec lipca tego roku w rejonie Rżewa dostał się do niewoli niemieckiej. Przebywał w różnych obozach jenieckich. Na pocz. stycznia 1943 r. podjął kolaborację z Niemcami. Pod koniec lutego tego roku ukończył kursy propagandowe w obozie w Wullheide, zaś w kwietniu szkołę propagandystów ROA w Dabendorfie pod Berlinem. Objął dowództwo kompanii szkoleniowej. Latem 1943 r. otrzymał stopień majora. Prowadził zajęcia w szkole. Od pocz. września dowodził ochroną osobistą gen. Andrieja A. Własowa. W październiku 1944 r. wszedł w skład komitetu organizacyjnego zjazdu Komitetu Wyzwolenia Narodów Rosji (KONR). W grudniu tego roku zajął funkcję szefa oddziału administracyjno-gospodarczego Głównego Zarządu Organizacyjnego KONR. W lutym 1945 r. wraz z pozostałymi członkami kierownictwa KONR został ewakuowany do Karlsbadu, zaś w kwietniu do Füssen. Od końca kwietnia ukrywał się w Tyrolu, ale w maju został wydany SMIERSZowi i rozstrzelany.